# Sadio Diallo
Sadio Diallo (Conacri, 28 de dezembro de 1990) é um futebolista profissional guineense que atua como defensor.

## Carreira
Sadio Diallo começou a carreira no Bastia.
Diallo representou o elenco da Seleção Guineense de Futebol no Campeonato Africano das Nações de 2012.